# 舍夫里耶尔
舍夫里耶尔（法語：Chevrières，法語發音：[ʃəvʁijɛʁ]）是法国瓦兹省的一个市镇，属于贡比涅区。

## 地理
舍夫里耶尔（49°20'41"N, 2°40'57"E）面积12.4 平方千米，位于法国上法蘭西大區瓦兹省，该省份为法国北部内陆省份，北起索姆省，西接厄尔省和滨海塞纳省，南至塞纳-马恩省和瓦兹河谷省，东临埃纳省。
与舍夫里耶尔接壤的市镇（或旧市镇、城区）包括：勒法耶勒、格朗弗雷努瓦、乌当库尔、隆格伊圣玛丽。

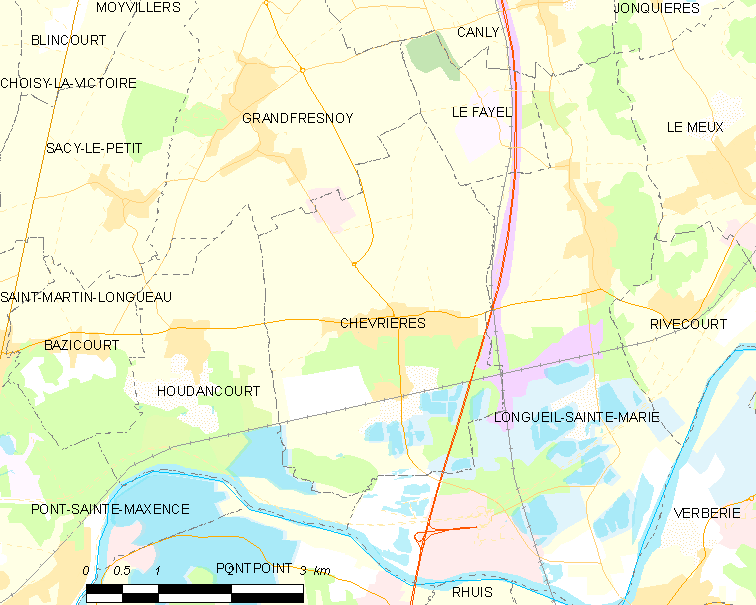
舍夫里耶尔的OSM定位图

舍夫里耶尔的时区为UTC+01:00、UTC+02:00（夏令时）。

## 行政
舍夫里耶尔的邮政编码为60710，INSEE市镇编码为60149。

## 政治
舍夫里耶尔所属的省级选区为埃斯特雷圣但尼县。

## 人口

1962-2008年间舍夫里耶尔人口变化图示

舍夫里耶尔于2022年1月1日时的人口数量为2017人。